# Park Soo-ho
Park "DongRaeGu" Soo-ho (* 3. Juni 1991) ist ein ehemaliger südkoreanischer E-Sportler im Computerspiel StarCraft II. Er zählt zu den erfolgreichsten Zerg-Spielern in StarCraft II und hatte seine erfolgreichste Phase im Jahr 2012, als er fast 150.000 Dollar Preisgeld erspielte.

## Werdegang
Park Soo-ho war zwar schon in StarCraft: Brood War aktiv, zählte aber dort noch nicht zu den professionellen Spielern. Er lernte in dieser Zeit aber den langjährigen Freund, Trainingspartner und ebenfalls Pro-Gamer Jeong „Genius“ Min-soo kennen.
Schon in der Beta-Phase zu Starcraft 2 wechselte DongRaeGu zusammen mit Genius weg von StarCraft: Brood War. Einige Zeit nach der Veröffentlichung schloss er sich auch dem B-Team von MVP, mit dem Namen Project Supreme, an. Das erste Aufsehen erzeugte DRG, indem er einer der ersten Spieler war, die 4000 Punkte auf der koreanischen Ladder erzielten. In dieser Zeit lehnte DRG auch eine Einladung zum Team SlayerS ab, um dann dem Team MVP beizutreten. Vor allem in der GSTL konnte Park Soo-ho dann auch die ersten Erfolge für sein Team erringen und machte sich einen Namen, indem er andere bekannte Spieler wie MC besiegen konnte.
Sein erster Einzel-Titel in einem GSL-Turnier gelang ihm bei der "LG Cinema 3D Special League". Es folgten einige Misserfolge in Solo-Turnieren, in den Team-Turnieren der GSTL zeigte er jedoch weiterhin beeindruckende Leistungen. Den nächsten größeren Erfolg konnte DongRaeGu beim DreamHack Valencia Invitational mit einem ersten Platz und 15.000 US-Dollar an Preisgeld für sich verbuchen. Der nächste Sieg bei einem internationalen Turnier gelang DRG auf der IEM Season VI in New York gegen FruitDealer.
Gegen Ende des Jahres konnte DRG auch den dritten Platz auf dem MLG Providence Event erreichen. Anfang des Jahres 2012 konnte er die GSL für sich entscheiden. Es folgten weitere vordere Platzierungen auf MLG-Turnieren und der vorletzten OnGameNet Starleague.
Seit 2013 konnte er nicht mehr an seine großen Erfolge der Jahre 2011/12 anknüpfen. Im Oktober 2016 beendete er seine aktive E-Sport-Karriere mit dem Eintritt in den Militärdienst.

## Große Turnier-Erfolge in SC2
| Jahr | Turnier                                    | Platz       | Preisgeld |
| ---- | ------------------------------------------ | ----------- | --------- |
| 2011 | DreamHack Valencia                         | 1. Platz    | 15.000 $  |
| 2011 | IEM Season VI - Global Challenge New York  | 1. Platz    | 06.500 $  |
| 2011 | MLG Providence                             | 1. Platz    | 15.000 $  |
| 2011 | Blizzard Cup                               | 2. Platz    | 08.400 $  |
| 2012 | MLG Winter Arena                           | 2. Platz    | 06.000 $  |
| 2012 | GSL Season 1                               | 1. Platz    | 44.500 $  |
| 2012 | MLG Winter Championship                    | 2. Platz    | 15.000 $  |
| 2012 | MLG Spring Championship                    | 1. Platz    | 25.000 $  |
| 2012 | OnGameNet Starleague Season 1              | 2. Platz    | 18.058 $  |
| 2013 | IronSquid Chapter II                       | 2. Platz    | 06.250 $  |
| 2013 | IEM Season VII - Global Challenge Singapur | 3./4. Platz | 02.000 $  |